# 尾叶守宫木
尾叶守宫木（学名：Sauropus tsiangii）为大戟科守宫木属下的一个种。